# Eskadry lotnictwa Wojska Polskiego w II Rzeczypospolitej
Eskadry lotnictwa Wojska Polskiego w II Rzeczypospolitej – jednostki organizacyjne lotnictwa Wojska Polskiego w II Rzeczypospolitej.

## Eskadry w latach 1918–1920
Lata 1918–1920 to początek organizowania polskiego lotnictwa wojskowego. Tworzono je na bazie struktur organizacyjnych lotnictwa francuskiego i niemieckiego.
Rozkazem Szefa Sztabu Generalnego nr 66 l.dz. 04159 z 20 grudnia 1918 powołano Dowództwo Wojsk Lotniczych z ppłk. pil. Hipolitem Łossowskim na czele, któremu podporządkowano Dowództwo I i II Grupy Lotniczej. I Grupa Lotnicza z m.p. Warszawa. Grupa obejmowała następujące Okręgi Generalne: warszawski, lubelski, kielecki, łódzki i posiadała w dyspozycji 1 eskadrę lotniczą w Warszawie i 2 eskadrę lotniczą w Lublinie. 
II Grupa Lotnicza obejmowała zasięgiem Krakowski Okręg Generalny i posiadała w dyspozycji 5 eskadrę lotniczą w Krakowie, 6 eskadrę lotniczą w Przemyślu i 7 eskadrę lotniczą we Lwowie.
Podstawową jednostką organizacyjną była eskadra. Zadaniem eskadr była służba łączności, działalność wywiadowcza, korygowanie ognia artylerii, niszczenie płatowców przeciwnika i współdziałanie w walce. Liczyła ona zazwyczaj od sześciu do dziesięciu samolotów. Większą była 7 eskadra wywiadowcza, która liczyła 13 samolotów. Tworzone wówczas eskadry były na ogół typu wywiadowczego, ale w składzie większości z nich znajdował się co najmniej jeden samolot myśliwski przeznaczony do obrony własnych samolotów. W ramach tworzonych eskadr myśliwskich znajdował się zawsze jeden samolot wywiadowczy.
Przybyłe w 1919 roku do Polski eskadry wywiadowcze i bombowe Błękitnej Armii miały po 10 samolotów, a myśliwskie po 15 samolotów.
Ogółem w latach 1918–1920 istniały w lotnictwie polskim 23 eskadry. Dwie do czterech eskadr tworzyło „grupę”.
Reorganizacja lotnictwa bojowego wiosną 1920 przemianowała grupy lotnicze na dywizjony oraz zniosła numerację odrębną eskadr wielkopolskich i francuskich. Wszystkie istniejące w kraju eskadry otrzymały numerację porządkową od 1 do 21 (bez 20).
| Eskadry lotnicze wojny polsko-bolszewickiej |                 |                                    |
| Nazwa eskadry                               | Okres istnienia | Uwagi                              |
| 1 eskadra wywiadowcza                       | 1918–1925       | Uzupełniona 582 eskadrą francuską  |
| 2 eskadra wywiadowcza                       | 1918–1920       |                                    |
| 3 eskadra wywiadowcza                       | 1918–1921       |                                    |
| 4 eskadra wywiadowcza                       | 1918–1920       | Wcielona do Szkoły Obserwatorów    |
| 4 eskadra wywiadowcza                       | 1920            | „Eskadra toruńska”                 |
| 5 eskadra wywiadowcza                       | 1918–1925       |                                    |
| 6 eskadra wywiadowcza                       | 1918–1921       | lwowska                            |
| 7 eskadra wywiadowcza                       | 1919            |                                    |
| 7 eskadra myśliwska                         | 1919–1921       | Eskadra kościuszkowska             |
| 8 eskadra wywiadowcza                       | 1918–1921       |                                    |
| 9 eskadra wywiadowcza                       | 1918–1921       |                                    |
| 10 eskadra wywiadowcza                      | 1918–1921       | Uprzednio IAOWP w Rosji            |
| 11 eskadra wywiadowcza                      | 1918–1921       |                                    |
| 12 eskadra wywiadowcza                      | 1918–1925       | ex I wielkopolska                  |
| 13 eskadra wywiadowcza                      | 1918–1925       | ex II wielkopolska                 |
| 13 eskadra myśliwska                        | 1920            | przemianowana z wywiadowczej       |
| 14 eskadra wywiadowcza                      | 1918–1925       | ex III wielkopolska                |
| 15 eskadra myśliwska                        | 1918–1925       | ex IV wielkopolska                 |
| 16 eskadra wywiadowcza                      | 1918–1921       | z 39 eskadry francuskiej           |
| 17 eskadra wywiadowcza                      | 1918–1921       | z 59 eskadry francuskiej           |
| 18 eskadra wywiadowcza                      | 1918–1921       | z 580 eskadry francuskiej          |
| 19 eskadra myśliwska                        | 1920            | ze 162 eskadry francuskiej         |
| 21 eskadra niszczycielska                   | 1920            |                                    |
| 581 eskadra wywiadowcza                     | 1918–1920       | wcielona do Szkoły Obserwacyjnej   |
| 66 eskadra wywiadowcza                      | 1918–1920       | wcielona do 4 eskadry wywiadowczej |

## Eskadry w latach 1921–1926
Po wojnie polsko-bolszewickiej, rozkazem Naczelnego Dowództwa z dnia 23 października 1920 zmniejszono liczbę eskadr do dziewiętnastu. 4 eskadra (tzw. Toruńska) powróciła do Oficerskiej Szkoły Obserwatorów Lotniczych. Kolejny rozkaz Naczelnego Dowództwa L.dz. 210/Lot. z 18 stycznia 1921 zmniejszył liczbę z 19 do 13 eskadr. W ten sposób powstało 9 eskadr wywiadowczych i 4 eskadry myśliwskie stanowiące podstawę organizacji lotnictwa polskiego na stopie pokojowej.
Stan samolotów w każdej z eskadr pułku został ustalony na 6 maszyn. Eskadry weszły w skład nowo utworzonych trzech pułków lotniczych: 1 plot w Warszawie, 2 plot w Krakowie oraz 3 plot w Poznaniu. W każdym pułku, oprócz eskadr bojowych, istniała także eskadra treningowa. W 1924 sformowano 4 pułk lotniczy w Toruniu. W tym też roku stany samolotów w eskadrach podniesiono do 10. Ujednolicona została też numeracja eskadr. Numery, przemianowanych na liniowe, dawnych eskadr wywiadowczych zaczynały się cyfrą będącą numerem pułku, a następne cyfry oznaczały kolejny numer eskadry w pułku. Eskadry myśliwskie otrzymały numerację zaczynającą się od 11 i 12. W 1925 roku utworzono dwa następne pułki lotnicze: 6 pułk lotniczy we Lwowie i 11 pułk myśliwski w Lidzie.
Jeszcze w 1920 rozpoczęto tworzenie lotnictwa morskiego w Pucku. W pierwszym okresie istnienia podlegało ono bezpośrednio Dowództwu Marynarki Wojennej. W 1922 zostało podporządkowane Departamentowi Aeronautyki i włączone organizacyjnie w skład 2 pułku lotniczego jako „Detaszowany Dyon Lotniczo-Zwiadowczy z bazą w Pucku”.
W pierwszym okresie istnienia lotnictwo morskie dysponowało wyłącznie eskadrą Obserwacyjną oraz plutonem treningowym.
| Jednostki lotnicze w 1921 |                        |                      |
| Pułki lotnicze            | Eskadry                | Eskadry              |
| Pułki lotnicze            | wywiadowcze            | myśliwskie           |
| 1 pułk lotniczy           | 3 eskadra wywiadowcza  | 7 eskadra myśliwska  |
| 1 pułk lotniczy           | 12 eskadra wywiadowcza | 18 eskadra myśliwska |
| 1 pułk lotniczy           | 16 eskadra wywiadowcza |                      |
| 2 pułk lotniczy           | 6 eskadra wywiadowcza  |                      |
| 2 pułk lotniczy           | 8 eskadra wywiadowcza  |                      |
| 2 pułk lotniczy           | 14 eskadra wywiadowcza |                      |
| 3 pułk lotniczy           | 1 eskadra wywiadowcza  | 13 eskadra myśliwska |
| 3 pułk lotniczy           | 5 eskadra wywiadowcza  | 15 eskadra myśliwska |
| 3 pułk lotniczy           | 10 eskadra wywiadowcza |                      |

W lutym 1925, rozkazem Ministerstwa Spraw Wojskowych nr 2300/org., zapoczątkowano reorganizację lotnictwa wojskowego. Polegała ona między innymi na przeformowaniu eskadr wywiadowczych na „lotnicze” oraz zmianie ich numeracji. Pierwsza cyfra oznaczała numer pułku a następna – kolejność eskadry w pułku.
Zlikwidowano też część dywizjonów liniowych i utworzono w ich miejsce dywizjony myśliwskie. Trudności kadrowe, jak również sprzętowe sprawiły, iż pełną obsadę etatową uzyskały pułki dopiero w 1927 roku.
W roku 1926 uległa zmianie organizacja lotnictwa morskiego. Zakupy sprzętu umożliwiły sformowanie eskadry wielosilnikowej dalekich wywiadów, eskadry bliskiego wywiadu oraz eskadry szkolnej.
| Jednostki lotnicze w 1925 |                       |                       |
| Pułki lotnicze            | Eskadry               | Eskadry               |
| Pułki lotnicze            | lotnicze              | myśliwskie            |
| 1 pułk lotniczy           | 11 eskadra lotnicza   | 121 eskadra myśliwska |
| 1 pułk lotniczy           | 12 eskadra lotnicza   | 122 eskadra myśliwska |
| 1 pułk lotniczy           | 13 eskadra lotnicza   |                       |
| 1 pułk lotniczy           | 14 eskadra lotnicza   |                       |
| 2 pułk lotniczy           | 21 eskadra lotnicza   |                       |
| 2 pułk lotniczy           | 22 eskadra lotnicza   |                       |
| 2 pułk lotniczy           | 23 eskadra lotnicza   |                       |
| 2 pułk lotniczy           | 24 eskadra lotnicza   |                       |
| 3 pułk lotniczy           | 31 eskadra lotnicza   | 111 eskadra myśliwska |
| 3 pułk lotniczy           | 32 eskadra lotnicza   | 112 eskadra myśliwska |
| 3 pułk lotniczy           | 33 eskadra lotnicza   |                       |
| 3 pułk lotniczy           | 34 eskadra lotnicza   |                       |
| 4 pułk lotniczy           | 41 eskadra lotnicza   |                       |
| 4 pułk lotniczy           | 42 eskadra lotnicza   |                       |
| 4 pułk lotniczy           | 43 eskadra lotnicza   |                       |
| 4 pułk lotniczy           | 44 eskadra lotnicza   |                       |
| 6 pułk lotniczy           | 61 eskadra lotnicza   |                       |
| 6 pułk lotniczy           | 62 eskadra lotnicza   |                       |
| 6 pułk lotniczy           | 63 eskadra lotnicza   |                       |
| 6 pułk lotniczy           | 64 eskadra lotnicza   |                       |
| 11 pułk myśliwski         |                       | 113 eskadra myśliwska |
| 11 pułk myśliwski         | 114 eskadra myśliwska |                       |

## Eskadry w latach 1927–1937
Od 1927 rozpoczęła się kolejna reorganizacja lotnictwa. Utworzono pułki złożone z dywizjonów myśliwskich i liniowych. W latach 1928–1929 utworzono eskadry bombowe nocne oraz nocną eskadrę myśliwską. Rozpoczęto także tworzenie eskadr towarzyszących. Zmiany te spowodowały przesunięcie niektórych dywizjonów z jednego pułku do drugiego. W utworzonych w końcu lat dwudziestych eskadrach bombowych stan etatowy samolotów wynosił 6 maszyn, a w eskadrach towarzyszących 7 samolotów. Eskadry towarzyszące weszły w skład dywizjonów liniowych.
W roku 1927 w lotnictwie morskim został wydzielony pluton wodnopłatowców rzecznych dla Flotylli Pińskiej. W jego skład weszły trzy amfibie Schreck FBA-17. Na przełomie lat 1929/1930 lotnictwo morskiego ponownie włączone zostało w skład Marynarki Wojennej. Jednak szybkie zużycie sprzętu oraz bardzo małe nakłady finansowe spowodowały, że morski dywizjon lotniczy coraz bardziej tracił na wartości.
Uporządkowano numeracje eskadr. Ustalono, że eskadry myśliwskie będą nosiły trzycyfrową numerację. Pierwsza cyfra oznaczała 1 lotnictwo myśliwskie, druga numer pułku a trzecia numer eskadry. W lotnictwie liniowym zostały wprowadzone numery dwucyfrowe, gdzie pierwsza cyfra oznaczała numer pułku a druga numer eskadry w pułku.
| Jednostki lotnicze w 1930 |                    |                   |                  |              |
| Pułki lotnicze            | Eskadry            | Eskadry           | Eskadry          | Eskadry      |
| Pułki lotnicze            | liniowe            | myśliwskie        | niszczycielskie  | towarzyszące |
| 1 pułk lotniczy           | 11., 12.           | 111., 112., 113 N | 211., 212., 213. | 13.          |
| 2 pułk lotniczy           | 21., 22.,          | 121., 122.        |                  | 23.          |
| 3 pułk lotniczy           | 31., 32., 34., 35. | 131., 132.        |                  | 33.          |
| 4 pułk lotniczy           | 41., 42.,          | 141., 142.,       |                  | 43.          |
| 5 pułk lotniczy           | 51., 52., 54., 55. |                   |                  | 53.          |
| 6 pułk lotniczy           | 61., 62., 64., 65. |                   |                  | 63.          |

W latach 1931–1936 zwiększono liczbę eskadr w dywizjonach myśliwskich do trzech. Sformowane zostały 113., 123., 133., i 143 eskadry myśliwskie. W 1 pułku lotniczym utworzono dwa dwueskadrowe dywizjony myśliwskie. W 1933 w 5 plot sformowano 56 eskadrę towarzyszącą, a w 1934 w 6 pułku lotniczym 66 eskadrę towarzyszącą.
| Jednostki lotnicze w 1936 |                    |                            |                  |              |
| Pułki lotnicze            | Eskadry            | Eskadry                    | Eskadry          | Eskadry      |
| Pułki lotnicze            | liniowe            | myśliwskie                 | niszczycielskie  | towarzyszące |
| 1 pułk lotniczy           | 11., 12.           | 111., 112., 113., 114., Z. | 211., 212., 213. | 13.          |
| 2 pułk lotniczy           | 21., 22., 24.,     | 121., 122., 123.           |                  | 23.          |
| 3 pułk lotniczy           | 31., 32., 34., 35. | 131., 132., 133.           |                  | 33.          |
| 4 pułk lotniczy           | 41., 42.,          | 141., 142., 143.           |                  | 43.          |
| 5 pułk lotniczy           | 51., 55.           |                            |                  | 53., 56.     |
| 6 pułk lotniczy           | 61., 62., 64., 65. |                            |                  | 63., 66.     |

W 1936 roku nastąpiła kolejna reorganizacja lotnictwa. Kosztem innych eskadr, utworzono dywizjony myśliwskie w 5 i 6 pułku lotniczym. W skład dywizjonu myśliwskiego w 5 pułku lotniczym weszły trzecie eskadry myśliwskie z 3 i 4 pułków lotniczych. We wszystkich pułkach lotniczych zorganizowano dwie eskadry towarzyszące i utworzono z nich dywizjony towarzyszące.
Zreorganizowano też eskadry towarzyszące. Na podstawie rozkazu MSWojsk. nr 1084-10/Org. z dnia 12 stycznia 1936  dotyczącego organizacji eskadr towarzyszących, opracowano schemat organizacyjny eskadry. W jej skład wchodziły dowództwo i dwa plutony eskadry. Wprowadzono poczet dowódcy eskadry (kancelista, goniec, ordynans d-cy, sierż.szef, podoficer gospodarczy i samochodowy) i drużyny dowódców plutonów (szef mechaników obsługi, magazyn techniczny, uzbrojenia i łączności i obsługa techniczna samolotów plutonu – 3 osoby).
| Jednostki lotnicze w 1937 |                    |                            |                 |              |
| Pułki lotnicze            | Eskadry            | Eskadry                    | Eskadry         | Eskadry      |
| Pułki lotnicze            | liniowe            | myśliwskie                 | niszczycielskie | towarzyszące |
| 1 pułk lotniczy           | 11., 12.           | 111., 112, 113., 114., Z.. | 211. 212, 213.  | 13., 16.     |
| 2 pułk lotniczy           | 21., 22., 24.,     | 121., 122., 123.           |                 | 23., 26.     |
| 3 pułk lotniczy           | 31., 32., 34.      | 131., 132.                 |                 | 33., 36.     |
| 4 pułk lotniczy           | 41., 42.           | 141., 142.                 |                 | 43., 46.     |
| 5 pułk lotniczy           | 51., 55.           | 151., 152.                 |                 | 53., 56.     |
| 6 pułk lotniczy           | 61., 62., 64., 65. | 161., 162.                 |                 | 63., 66.     |

## Eskadry lotnicze 31 sierpnia 1939
W 1938 roku 213 eskadra bombowa została przekształcona w eskadrę ćwiczebno-bombową. Ostatni etap reorganizacji polskiego lotnictwa wojskowego nastąpił w roku 1939. Rozwiązano eskadry 11, 12, 35, 61 i 62, a na ich miejsce utworzono dwie nowe 216 i 217 eskadry bombowe. Eskadry bombowe wyposażone w samoloty PZL.37 Łoś uzyskały zwiększone etaty do 9 samolotów. Ponieważ 220 dywizjon bombowy nie osiągnął przed wybuchem wojny zdolności bojowej, w czasie działań wojennych eskadry 221 i 222 stanowiły jedynie zaplecze kadrowo-sprzętowe dla walczących eskadr Brygady Bombowej. Do wojny lotnictwo wojskowe przystąpiło w sile 43 eskadr bojowych.  
| Jednostki lotnicze wojny obronnej 1939 r. |                                                 |
| Związek taktyczny/operacyjny              | Eskadry                                         |
| Brygada Bombowa                           | 21., 22., 55., 64., 65., 211., 212., 216., 217. |
| Brygada Pościgowa                         | 111., 112., 113., 114., 123.                    |
| SGO „Narew”                               | 151 m., 51 r., 13 o.                            |
| Armia „Modlin”                            | 152 m., 41 r., 53 o.                            |
| Armia „Pomorze”                           | 141 m., 142 m., 42 r., 43 o., 46 o.             |
| Armia „Poznań”                            | 131 m., 132 m., 34 r., 33 o., 36 o.             |
| Armia „Łódź”                              | 161 m., 162 m., 32 r., 63 o., 66 o.             |
| Armia „Kraków”                            | 121 m., 122 m., 24 r., 23 o., 26 o.             |
| Armia „Karpaty”                           | 31 r., 56 o.                                    |
| DOK I / Dowództwo Lotnictwa               | 16 o.                                           |